# Blet

Blet este o comună în departamentul Cher, Franța. În 1 ianuarie 2022 avea o populație de 565 de locuitori.